# 四数花虎耳草
四数花虎耳草（学名：Saxifraga monantha），为虎耳草科虎耳草属下的一个植物种。